# Vít Adam
Dom Vít Adam, OSB († 1782) byl v letech 1775-1782 opatem Emauzského kláštera v Praze.

## Život
Rumburský rodák Vít Adam byl zvolen administrátorem Emauzského kláštera několik málo dní po smrti předchozího opata, Anselma Günthera. Před zvolením působil jako převor benediktinského kláštera na Bezdězu. Dne 12. května 1775 byl Vít Adam císařovnou Marií Terezií potvrzen jako nový Emauzský opat a pražský arcibiskup Antonín Petr Příchovský z Příchovic jej uvedl do úřadu. Doba, v níž se ujal řízení Emauz, nebyla vůbec jednoduchá. Klášter se musel potýkat s osvícenskými reformami, v jejichž důsledku byl například nuceně snížen počet mnichů v komunitě. Opat se snažil klášter zvelebovat, nicméně do jeho pravomocí stále častěji zasahovala světská moc.
Když opat Vít Adam v roce 1782 zemřel, státní moc nedovolila mnichům novou opatskou volbu. Materiální správu Emauz převzal Břevnovský klášter a komunitu řídili volení administrátoři. Placidus Čemž a později Fabián Piskáček. Dalším opatem se stal až Prokop Škoda v roce 1801.